# Lotusland
Lotusland también conocido como: Ganna Walska Lotusland Estate, es un jardín botánico de 15 hectáreas (37 acres) de extensión que se encuentra en Montecito, California. 
El jardín botánico se encuentra encuadrado en el North American Plant Collections Consortium gracias a su colección de Cycas ( con 170 taxones, incluyendo 9 híbridos, y 16 taxones sin describir).
Este jardín botánico alberga 4770 acesiones de plantas con 3180 taxones de plantas en cultivo.
Está administrado por una asociación sin ánimo de lucro. Es miembro del BGCI.
Su código de reconocimiento internacional como institución botánica (en el Botanical Gardens Conservation International BGCI), así como las siglas de su herbario es LOTUS.

## Localización
El Jardín Botánico Lotusland se encuentra situado en las colinas de Montecito al este de la ciudad de Santa Barbara.
Ganna Walska Lotusland, 695 Ashley Road Montecito, Santa Bárbara, Santa Barbara county, California CA 93108 United States of America-Estados Unidos de América.
Planos y vistas satelitales.34°26′34.7352″N 119°39′26.4954″O / 34.442982000, -119.657359833

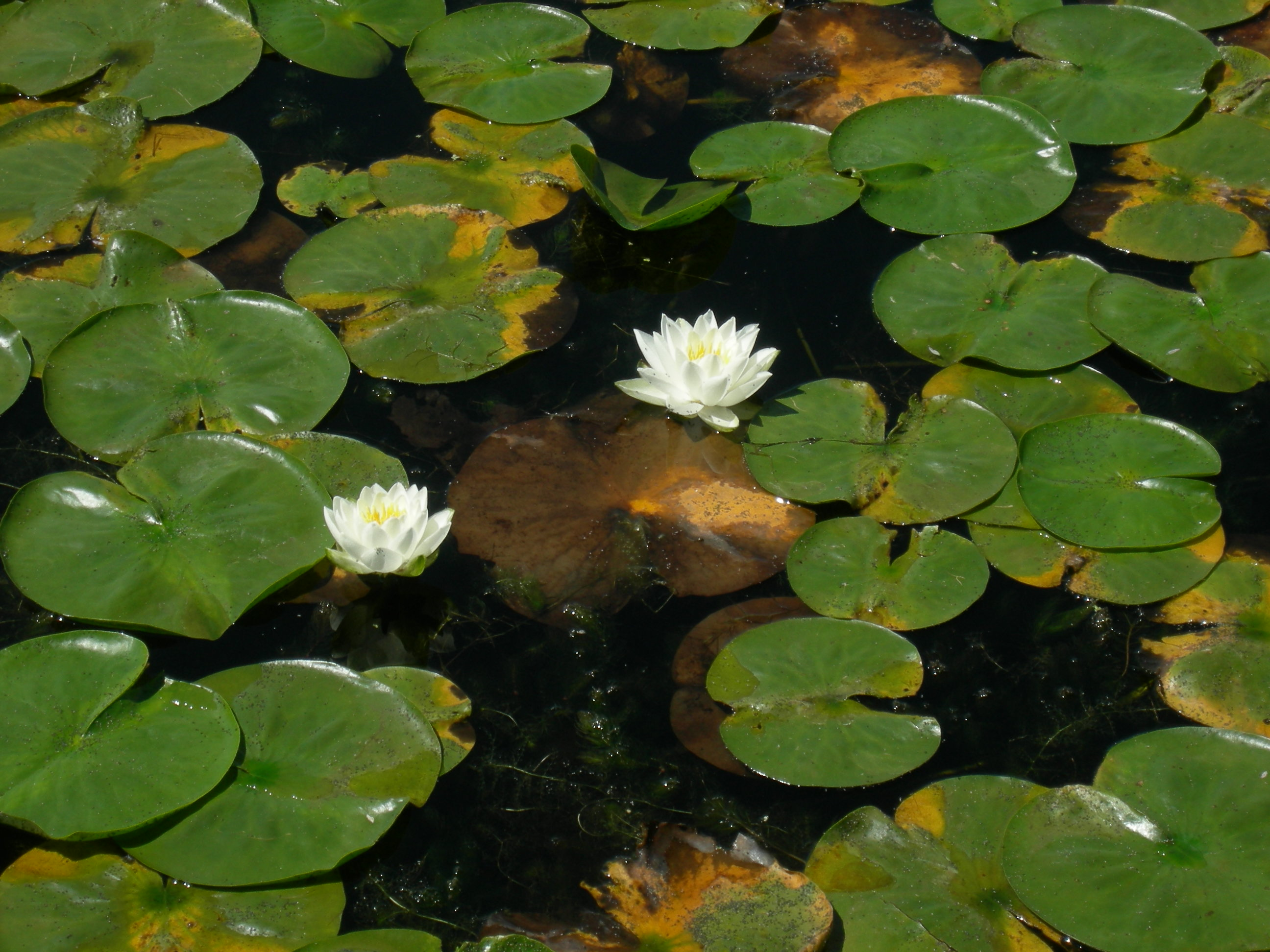
Juanita Bay, con lirios de agua.

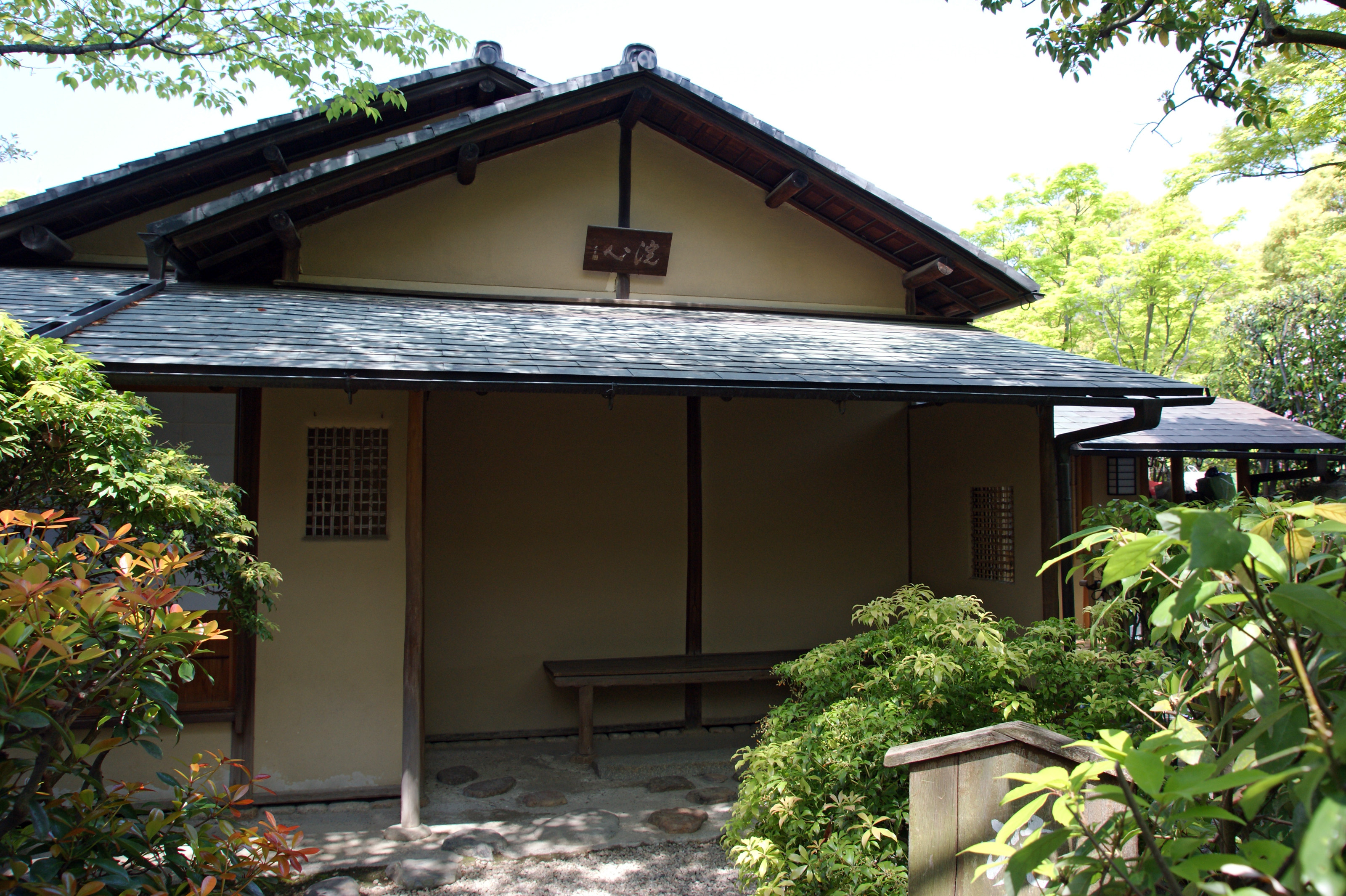
Cabaña en el jardín botánico.

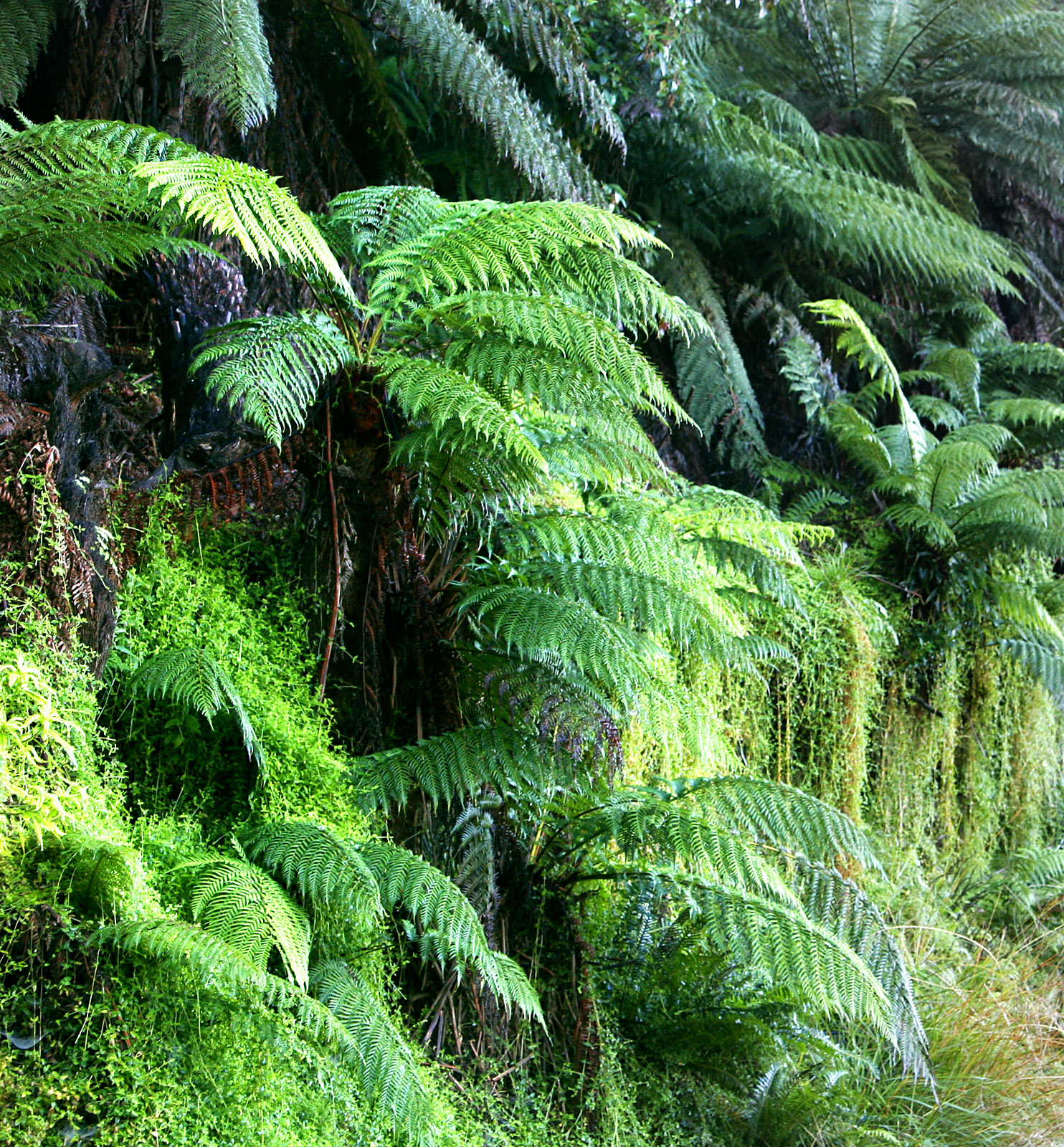
Helechos.

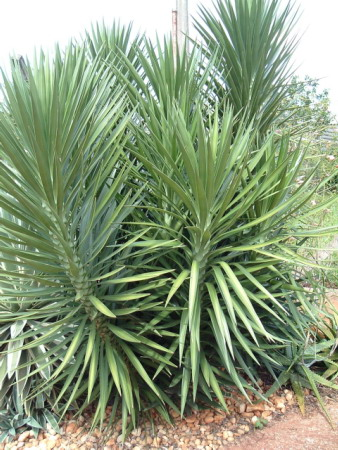
Yuca elefante.

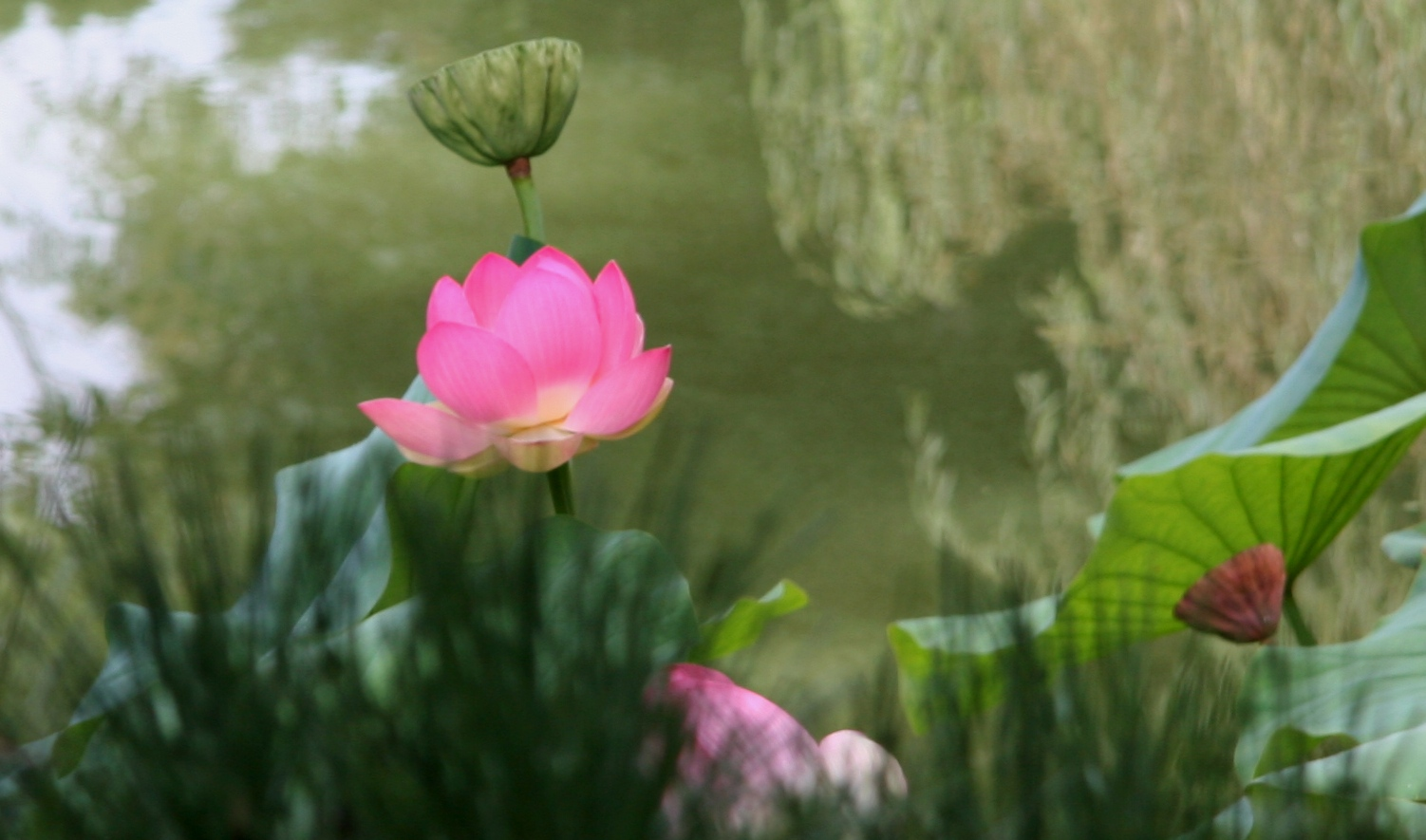
Lotos en el jardín japonés de Lotusland.

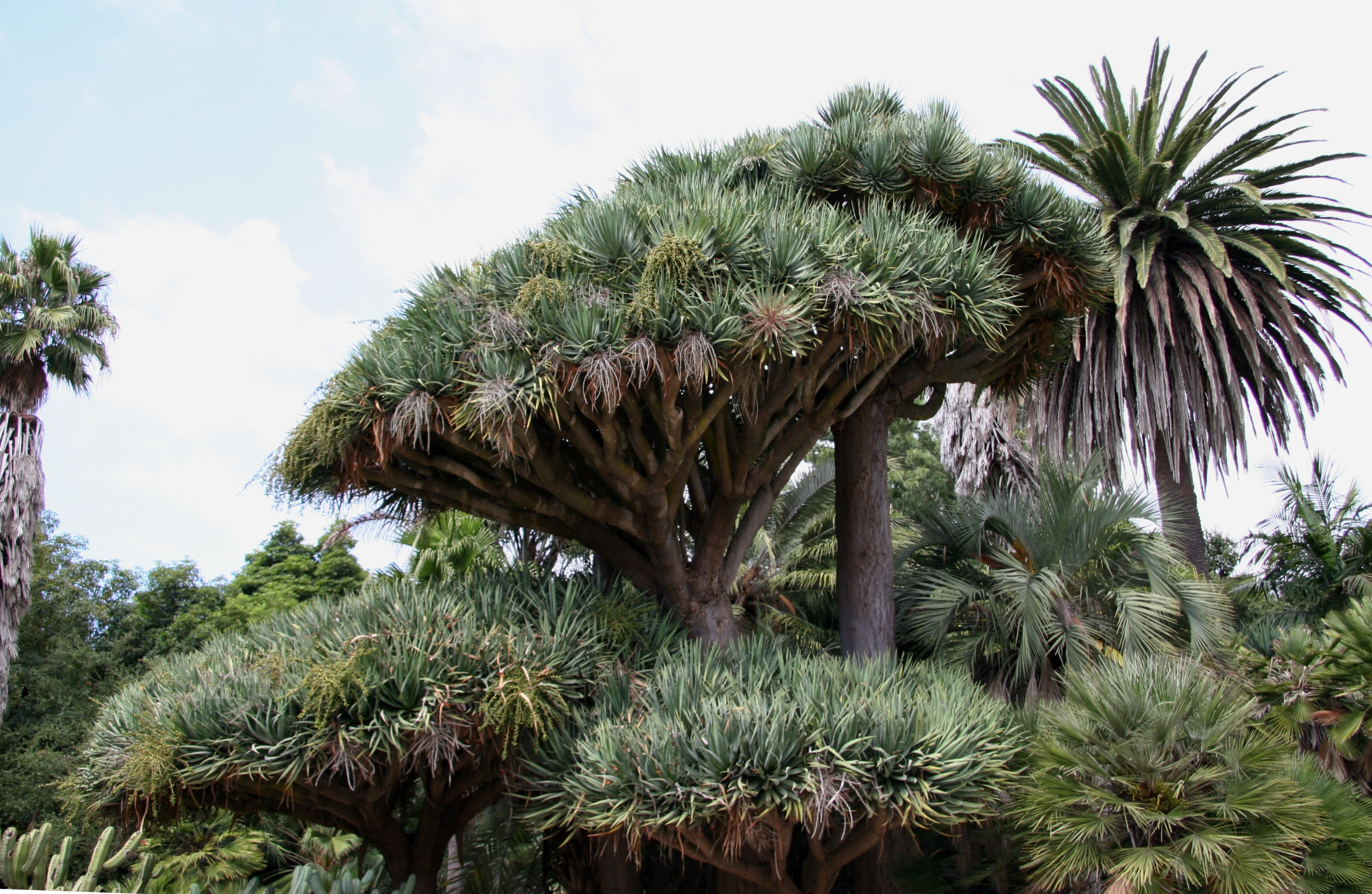
Ejemplares de Dracaena draco.

- Promedio Anual de Lluvias: 425 mm
- Altitud: 154 m s. n. m.

## Historia
La finca era propiedad de la familia Gavit y se llamaba "Cuesta Linda". Tenían los elementos del paisaje, estructuras del jardín, y la residencia principal diseñada en 1919 por el arquitecto Reginald Johnson en el Estilo Mediterráneo Revival. 
La familia Gavit encargó al arquitecto George Washington Smith a partir de 1921 hasta 1927 para construir los edificios adicionales y modificaciones de la residencia en el Estilo Colonial Español. Su trabajo incluyó el jardín de la casa, la piscina y los muros de color rosa distintivos de la finca.
Más adelante estos jardines fueron creados por la cantante de ópera Madame Ganna Walska (1887?-1984), quien fue la propietaria de los terrenos y la residencia desde 1941 hasta su muerte en 1984. 
Ayudando a Madame durante los años de la planificación del paisaje y el diseño del jardín estuvieron: Peter Riedel, Ralph Stevens, Lockwood DeForest, y Joseph Knowles entre otros.
Antes de su muerte, Madame Walska establece la organización no lucrativa "Ganna Walska Lotusland Foundation", que ahora se encarga de conservar este tesoro botánico inigualable.

## Los Jardines
Los jardines de "Madame Ganna Walska Lotusland" contienen varios jardines diferentes con un excelente diseño excepcional y una creatividad artística realzada con la profundidad botánica y hortícola. La finca tiene una colección de raras cycas bien considerada en general, con el cultivo de algunas especies ya no está en su hábitat natural

## Jardín Azul
En esta zona se agrupan plantas que tienen un follaje de plateado a verde azulado, entre ellas el cedro del Atlas (Cedrus atlantica) y el Cedrus libani var. atlantica 'Glauca', la palmera del vino chilena (Jubaea chilensis), festuca azul (Festuca ovina var. glauca), Senecio mandraliscae, la palmera azul mexicana (Brahea armata), Queensland kauri (Agathis robusta), buña-buña (Araucaria bidwillii), hoop pine (Araucaria cunninghamii) y dos árboles de alcanfor (Cinnamomum camphora).

## Bromelias
En este jardín las bromelias tapizan el suelo bajo enormes robles de costa (Quercus agrifolia). Otras plantas notables incluyen a una palmera datilera muy ramificada (Phoenix roebelinii), la palmera Trithrinax brasiliensis y la palmera de rabos de pony gigantes (Beaucarnea recurvata).

## Jardín de las mariposas
Con una gran variedad de plantas de flor que alimentan a mariposas y otros insectos.

## Cactarium
Se exhibe una colección de cactus columnares que fue iniciada en 1929 por Merritt Dunlap. Alberga unas 500 plantas, que representan a unas 300 especies diferentes de cactus agrupados de una forma geográficamente reconocible. Entre sus especímenes más notables, los Opuntia procedentes de las Islas Galápagos, Armatocereus del Perú y una colección muy completa del género Weberbauerocereus. Otras plantas que incluye Fouquieria columnaris (boojum tree), bromelias de climas secos, y varias especies de Agave.

## Cactus y euphorbias
Una colección de cactus y euphorbias, incluyendo la enorme masa del cactus barril dorado (Kroenleinia grusonii) y el largo, y húmedo Euphorbia ingens.

## Jardín de Cycas
Pasa por ser la colección más completa de cycas que existe en un jardín público de los Estados Unidos, Lotusland alberga a unos 400 especímenes maduros de cycas, que tiene a diez de once géneros vivos y donde está representadas más de la mitad de las especies conocidas.

## Jardín de helechos
Aquí se encuentran numerosos helechos, tal como los helechos arborescentes australianos (Sphaeropteris cooperi) y los helechos gigantes (Platycerium). También se encuentran otras plantas de sombra como el árbol trompeta de ángel (Brugmansia), calla lily (Zantedeschia), híbridos de clivia y una colección palmeras de Hawaii Pritchardia.

## Jardín japonés
Un pequeño santuario Shinto rodeado por Sugi (Cryptomeria japonica), la sequoia de costa (Sequoia sempervirens cv. 'Santa Cruz'), un árbol wisteria, aceres japoneses (Acer palmatum), camellias, azaleas y varias especies de pinos

## Huerto
- Un huerto de Cítricos (naranjas, limones, limas, kumquat, uva, y guayaba)
- Huerto Caducifolio con unos 100 frutales (incluyendo melocotón, ciruelo, manzano, pera, caqui e higueras, y olivos de 1880.

## Parterre
Con lechos florales formales y senderos de ladrillos con dos juegos de agua centrales. Las plantaciones incluyen setos, rosas floribunda y Hemerocallis.

## Jardín de suculentas
Una serie de suculentas incluyendo la palmera de Madagascar (Pachypodium lamerei), Aeonium, Fouquieria, Kalanchoe, Echeveria, Haworthia, Yucca y Sansevieria.

## Topiaria
Se presenta un reloj de topiaria de unos 25 pies (8 m) de diámetro, bordeado de Senecio mandraliscae; un laberinto de boj; y un "zoo" de 26 animales en topiara, en los que se incluyen camello, gorila, jirafa y una foca. Otras formas son piezas de ajedrezs y formas geométricas.

## Jardín Tropical
Aquí podemos encontrar la orquídea cactus (Epiphyllum), jengibres (tanto la Alpinia, com el Hedychium) y bananas tanto las ornamentales (Ensete) como las productoras de frutos comestibles (Musa x Paradisiaca).

## Jardín de plantas acuáticas
Incluye varias especies y cultivares de loto Indio (Nelumbo nucifera) y de lirios de agua (Nymphaea, Euryale, Nenúfar, Victoria) y también jardines de pantano con plantas de taro (Colocasia esculenta), la caña de azúcar ornamental (Saccharum cv.) y papyrus.